# Kids Run
Kids Run ist ein Filmdrama von Barbara Ott, das im Februar 2020 bei den Filmfestspielen in Berlin seine Premiere feierte.

## Handlung
Andi Javanovich ist Mitte 20, und der junge, aufbrausende Mann aus prekären Verhältnissen ist bereits Vater dreier Kinder. Zwei Kinder, sein Sohn Ronny und seine Tochter Nikki, leben nicht bei ihrer Mutter Isa, sondern bei ihm. Fiou, seine Tochter im Säuglingsalter, lebt bei Andis Ex-Freundin Sonja und ihrem neuen und durchaus solventen Freund Mike, doch regelmäßig hat er die Kleine auch bei sich. Die ständige Verantwortung für seine Kinder und der Versuch, seine Ex-Freundin Sonja zurückzugewinnen, um mit ihr eine Familie zu gründen, bestimmen sein Leben. Andi verdingt sich mal in einem Abrissunternehmen, mal hilft er beim Sortieren von Altmetall. Als er seine Miete nicht mehr zahlen kann und ihm droht, aus der Wohnung zu fliegen, weiß er nicht, wie er an Geld kommt. Isa hat selbst nichts, und Sonja leiht ihm nur widerwillig das Geld für die Miete.
Andi glaubt, er bekommt Sonja zurück, wenn er erstmals genauso viel Geld hat, wie ihr Freund Mike. Als er seinen Job verliert und Sonja kurzfristig mehrere Tausend Euro zurückfordert, mit denen er jedoch schon die Miete bezahlt hat und er befürchtet, sie lasse ihn Fiou nicht mehr sehen, sieht er nur noch eine Chance an das Geld zu kommen. Er will bei einem Amateur-Boxturnier teilnehmen. Viele seiner Arbeits- und Boxkollegen trauen ihm das nicht zu. Besonders Mikael macht sich Sorgen um Andis Kinder und erinnert ihn an seine früheren schweren Verletzungen, die er sich bei seinen Niederlagen zugezogen hat. Doch zum Wohl seiner Kinder will Andi diesmal gewinnen und nimmt das Training sehr ernst.
Tagsüber trainiert Andi nun, und nachts macht er im Nachtclub Cassiopeia sauber, wo er später als Security-Mann arbeitet. Doch auch hier legt er sich mit Kollegen an. Weil Sonja versucht, ihm wieder einmal aus der Patsche zu helfen, verliert sie ihren neuen Job im Gastrobereich eines Autokinos. Sie will sich nicht länger von ihm ihr Leben versauen lassen und erzählt ihm, dass sie Mike heiraten und mit ihm wegziehen will.
In den Tagen vor den Kämpfen muss Andi feststellen, dass auf Isa, bei der er im Notfall die beiden Kinder unterbringt, kein Verlass ist. Sie hat nicht so ein liebevolles Verhältnis zu diesen wie ihr Vater und sperrt sie sogar mehrere Tage in ihrer Wohnung ein. Den ersten Kampf in der Vorrunde des Preiskampfes kann Andi gewinnen, während Mikael als sein Trainer fungiert und Ronny und Nikki im Publikum sitzen. In seinem Kampf gegen den Albaner Fatih in den "Amateur Fight Nights" ist Andi jedoch völlig unterlegen. Die Kinder ertragen es kaum mit anzusehen, wie ihr Vater verprügelt wird. Nachdem er zu Boden gegangen ist verlässt Andi den Ring, packt seine Kinder, nimmt Fiou aus Mikes Auto mit, und gemeinsam steigen sie in den nächsten Fernbus. Weil Andi die Fragen seiner Kinder nicht beantworten kann, wie und wo es nun weitergehen soll, sucht er Sonja auf.

## Produktion

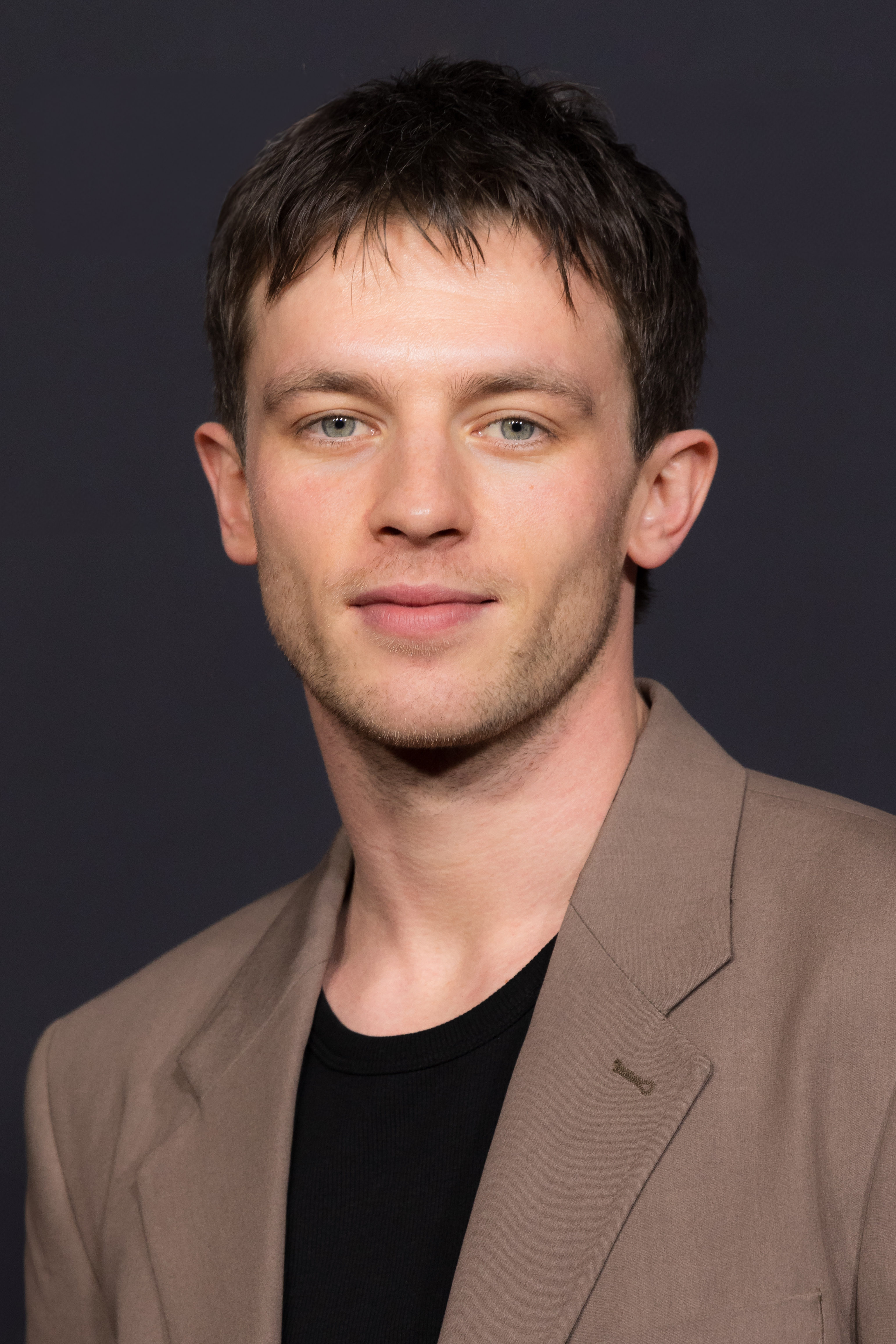
Jannis Niewöhner spielt den dreifachen Vater Andi

Es handelt sich bei Kids Run um das Langfilmregiedebüt von Barbara Ott, die auch das Drehbuch schrieb.
Der Film erhielt von der Beauftragten der Bundesregierung für Kultur und Medien eine Produktionsförderung in Höhe von 500.000 Euro, eine Produktionsförderung von 400.000 Euro von der Film- und Medienstiftung NRW und von 305.000 Euro vom Deutschen Filmförderfonds.
Die Hauptrolle von Andi wurde mit Jannis Niewöhner besetzt. Carol Schuler spielt Isa, die Mutter seines Sohnes Ronny und seiner Tochter Nikki, die von Giuseppe Bonvissuto und Eline Doenst gespielt werden. Lena Tronina spielt Sonja, die Mutter seiner kleinsten Tochter Fiou. Rostyslav Bome übernahm die Rolle von Sonjas neuem Freund Mike. Sascha Alexander Geršak spielt Andis Freund und Boxtrainer Mikael.
Die Dreharbeiten wurden Ende Februar 2018 begonnen und Mitte April 2018 beendet und fanden in Köln und Umgebung statt.
Eine erste Vorstellung des Films erfolgte am 21. Februar 2020 im Rahmen der Filmfestspiele in Berlin in der Sektion Perspektive Deutsches Kino, wo er als Eröffnungsfilm gezeigt wurde. Im Juni 2020 wurde er bei der virtuellen Ausgabe des Sydney Film Festivals vorgestellt. Ende August 2020 wurde der Film beim Molodist International Film Festival, das in einer Hybridversion stattfindet, im internationalen Wettbewerb vorgestellt. Ebenfalls Ende August 2020 lief er im Wettbewerb des Giffoni Film Festivals und Anfang September 2020 beim 14. Fünf-Seen-Filmfestival. Anfang Oktober 2020 wird er beim Film Festival Cologne gezeigt. Der Kinostart in Deutschland war für den 3. Juni 2021 geplant, allerdings war aufgrund der Corona-Pandemie nur ein digitaler Start umsetzbar. Sobald möglich, soll der Film auch in den Kinos anlaufen.

## Rezeption

### Altersfreigabe und Kritiken
In Deutschland wurde der Film von der FSK ab 16 Jahren freigegeben. In der Freigabebegründung heißt es, vor dem Hintergrund der harten Milieuschilderung und der tristen Atmosphäre könnten einzelne dramatische Passagen mit drastischen Darstellungen von Verletzungen und Leiden Kinder und Jugendliche unter 16 Jahren überfordern, zumal sie wenig Halt in der ambivalenten Darstellung des Protagonisten finden.
Im Berlinale-Kritikerspiegel von Film plus wurde Kids Run überdurchschnittlich gut bewertet.
Jens Balkenborg von epd Film schreibt, der Film lebe von seiner ambivalenten Hauptfigur: „Andi ist die Verkörperung aggressiver, destruktiv-toxischer Männlichkeit, buchstäblich in Bilder gebannt etwa, wenn er auf dem Bau alte Gebäude einreißt. Auch pädagogisch greift er zur Brechstange mit teils aggressiven Erziehungsmethode.“ Dennoch sei Andi ein liebender und auch geliebter Vater, so Balkenborg, und es sei ein eigenwilliger Blick, mit dem Barbara Ott hier das Vatersein in all seiner drastischen Konsequenz einfängt.
Sarah Ward vom Film-Magazin Screen International bemerkt, Ott habe ihr Spielfilmdebüt passenderweise in visuellen und thematischen Grautönen gehalten, da sie sich mit den unbeständigen Gemütern und der mangelnden Unterstützung von Menschen beschäftige, die am Rande der Gesellschaft stehen. Sie hebt die Leistung von Jannis Niewöhner hervor, und die bedingungslose Liebe von Nikki und Ronny zu ihrem Vater verleihe einem ansonsten zwischen Trostlosigkeit und Melancholie schwankenden Film einen Hoffnungsschimmer.

### Einsatz im Unterricht
Das Onlineportal kinofenster.de empfiehlt den Film ab der 11. Klasse für die Unterrichtsfächer Deutsch, Sozialkunde/Gemeinschaftskunde, Politik und Ethik und bietet Materialien zum Film für den Unterricht. Dort schreibt Philipp Bühler, im Unterricht könnten der Wirklichkeitsgehalt der Geschichte und Elemente der Stilisierung herausgearbeitet werden. Über die poetische Verdichtung prekärer Verhältnisse hinaus erzähle der Film aber auch von universalen Problemen, die Eltern und Kinder aller Schichten betreffen können, und so lasse sich etwa im Fach Ethik auch das Männlichkeitsbild diskutieren, das seinem oft fehlgeleiteten Beschützerinstinkt zugrunde liegt: „Die Neigung, seine Familie notfalls mit den Fäusten zu verteidigen, ist vor allem Ausdruck seiner Hilflosigkeit.“

### Auszeichnungen
Im Mai 2021 wurde Kids Run in die Vorauswahl für den Deutschen Filmpreis aufgenommen.
Braunschweig International Film Festival 2020
- Nominierung für den deutsch-französischen Jugendpreis KINEMA[23]

Deutscher Schauspielpreis 2020
- Ensemble-Preis für die Casterinnen Simone Bär, Phillis Dayanir und Johanne Hellwig und das Ensemble[24]

Internationale Filmfestspiele Berlin 2020
- Nominierung für den Compass-Perspektive-Award
- Nominierung als Bester Erstlingsfilm[25][26]

Film Festival Cologne 2020
- Nominierung für den Filmpreis NRW[27]

Giffoni Film Festival 2020
- Nominierung in der Sektion Generator +18[13]

Molodist International Film Festival 2020
- Nominierung im internationalen Wettbewerb
- Special Jury Diploma im Wettbewerb (Barbara Ott)[12][28]

Thomas Strittmatter Drehbuchpreis 2017
- Nominierung für das Beste Drehbuch (Barbara Ott)[6]